# Bowallno
Bowallno (polnisch Wawelno, schlesisch Bowalno, 1936–1945 Walldorf, 1945–2001 Wąwelno) ist ein Ort in der Gemeinde Comprachtschütz (Komprachcice) im Powiat Opolski der Woiwodschaft Opole in Polen.

## Geographie
Bowallno liegt sechs Kilometer nordwestlich von Comprachtschütz und vierzehn Kilometer westlich von Opole (Oppeln).
Durch den Ort verlaufen die Woiwodschaftsstraßen Droga wojewódzka 429 und Droga wojewódzka 435.
Nachbarorte von Bowallno sind im Norden Dambrau (Dąbrowa), im Osten Chrosczinna (Chróścina) und im Südosten Polnisch Neudorf (Polska Nowa Wieś).

## Geschichte

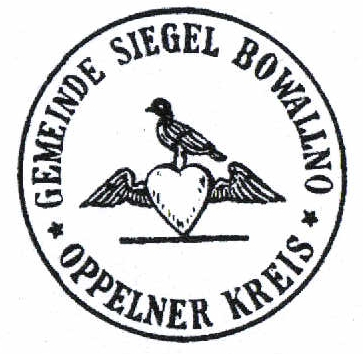
Siegel der Gemeinde Bowallno

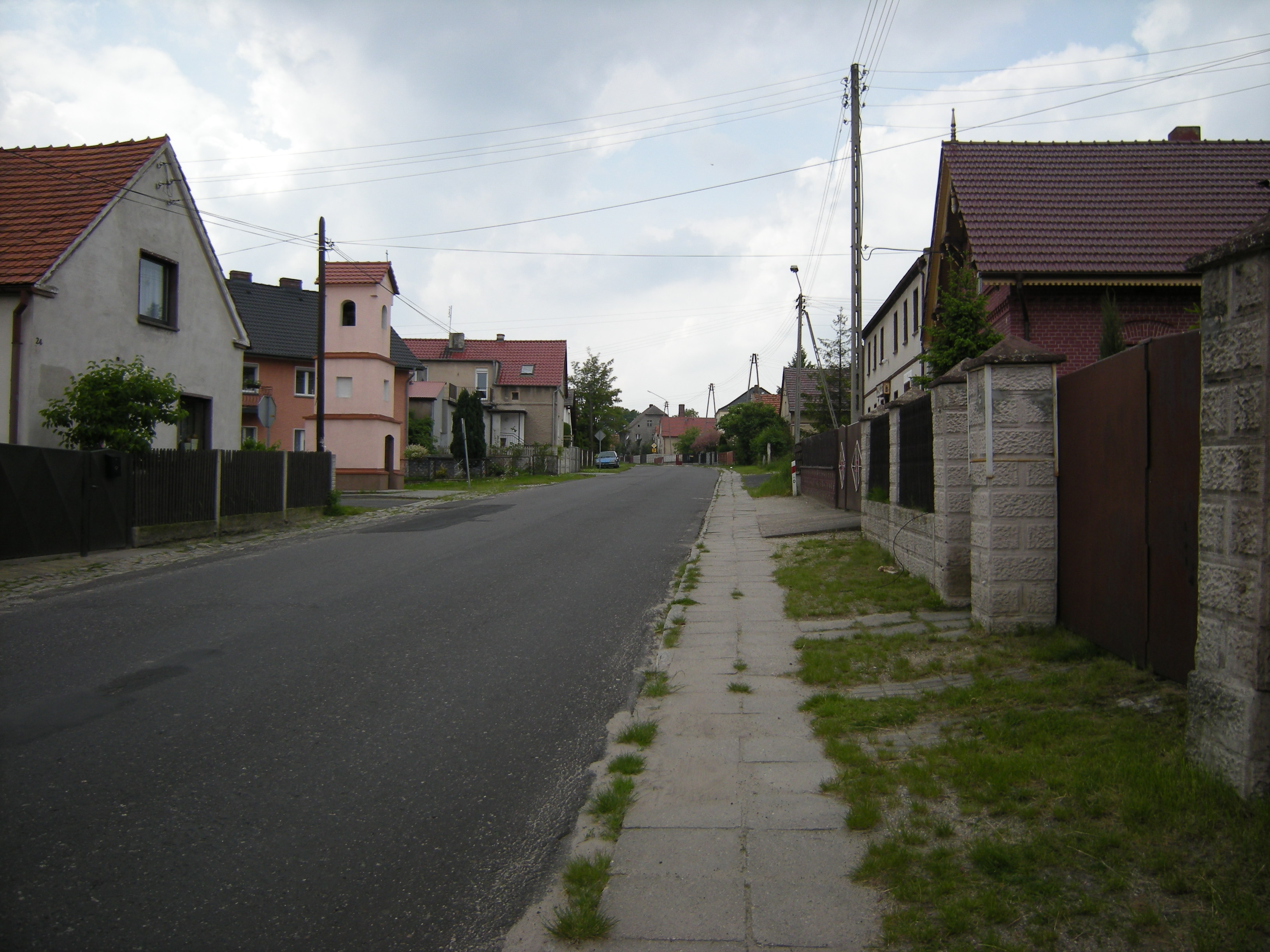
Wawelno (2010)

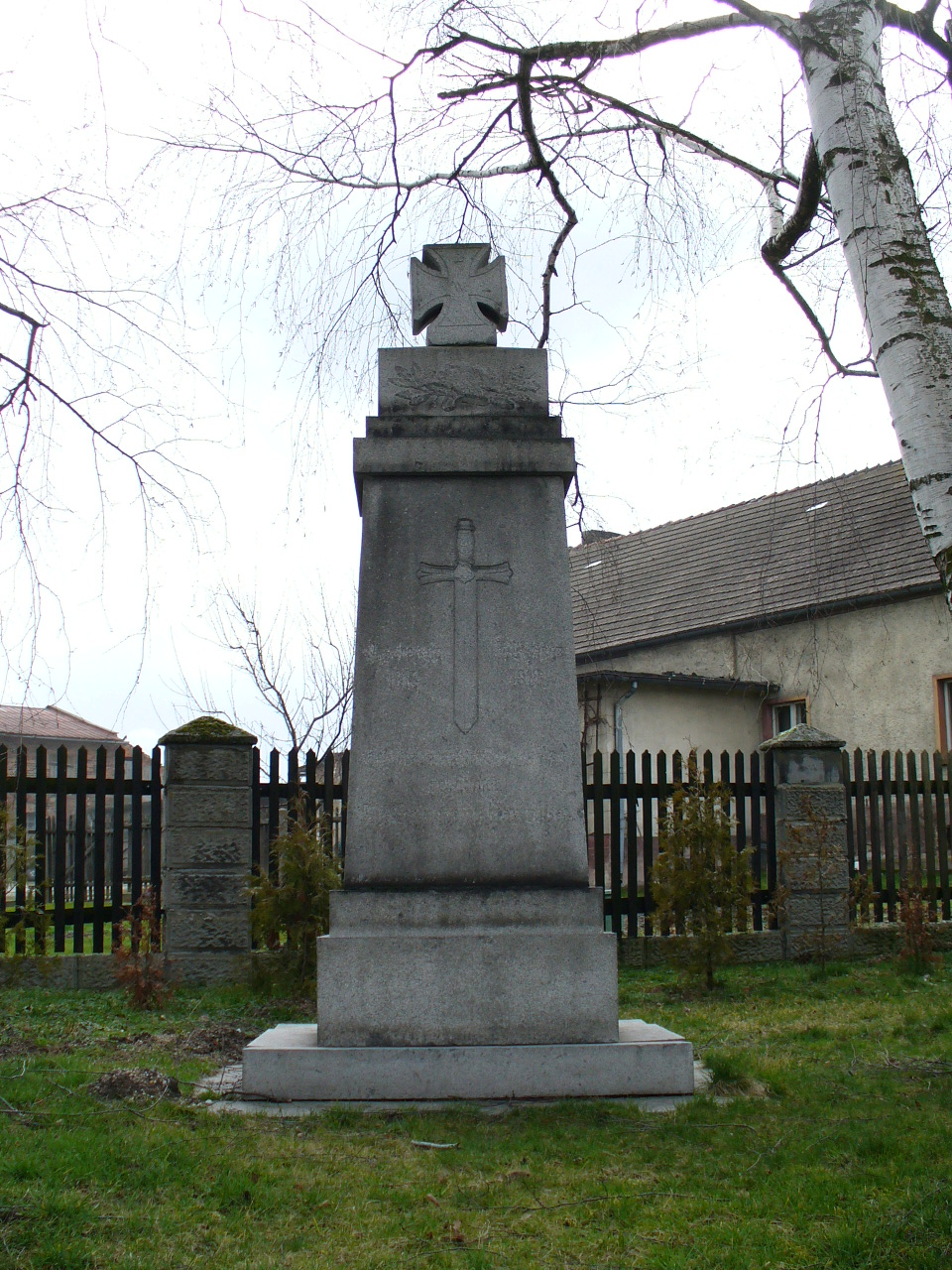
Gefallenendenkmal

„Wadelno“, das zum Herzogtum Oppeln gehörte, wurde 1328 erstmals erwähnt. 1336 ist es in der Schreibweise Wawelno und 1532 in der Schreibweise Wamwalno belegt. Der Ortsname leitet sich vom Namen des Gründers Wawel ab. Nach dem Ersten Schlesischen Krieg fiel es mit dem größten Teil Schlesiens an Preußen.
1845 bestanden im Dorf eine katholische Schule und weitere 70 Häuser. Von den damals 483 Einwohnern waren neun evangelisch. 1874 wurde der Amtsbezirk Chrosczinna gegründet, dem Bowallno eingegliedert wurde. 1890 lebten im Ort 729 Einwohner, 1910 waren es 841 Einwohner.
Bei der Volksabstimmung am 20. März 1921 stimmten 648 Wahlberechtigte für einen Verbleib bei Deutschland und 61 für Polen. Bowallno verblieb beim Deutschen Reich. 1933 lebten im Ort 1139 Einwohner. Am 19. Mai 1936 wurde der Ort in Walldorf umbenannt. 1939 hatte der Ort 1166 Einwohner. Bis 1945 befand sich der Ort im Landkreis Oppeln.
1945 kam der bisher deutsche Ort unter polnische Verwaltung, wurde in Wąwelno umbenannt und der Woiwodschaft Schlesien angeschlossen. 1950 wurde es der Woiwodschaft Opole eingegliedert. Seit 1999 gehört es zum Powiat Opolski. Seit 2009 ist Bowallno offiziell zweisprachig (polnisch und deutsch).

## Sehenswürdigkeiten
- Die römisch-katholische Herz-Jesu-Kirche wurde 1934 auf den Fundamenten der alten Dorfschule erbaut.[7]
- Gefallenendenkmal für die Opfer des Ersten Weltkriegs
- Kapelle an der ul. Opolska
- Flurkreuz an der Kreuzung ul. Koscielna und ul. Opolska

## Persönlichkeiten
- Bernhard Lisson (1909–1978), Jesuit, Missionar und Märtyrer